# TOP500

Potenza di calcolo totale dei sistemi elencati dalla TOP500 dal 1993 al 2014. La scala che indica la potenza (Y) in GigaFLOPS è in base logaritmica

Il progetto TOP500 mira a creare una lista aggiornata dei 500 più potenti supercomputer non distribuiti del pianeta. Il progetto venne avviato nel 1993 e aggiorna la lista dei sistemi due volte all'anno.  Il primo aggiornamento coincide con l'International Supercomputing Conference di giugno, il secondo si ha a novembre durante la ACM/IEEE Supercomputing Conference. Il progetto mira a fornire una base di riferimento comune per analizzare l'evoluzione del supercalcolo. Le prestazioni dei sistemi vengono valutate tramite il benchmark  HPL., una implementazione portabile del benchmark LINPACK scritta in Fortran per sistemi non distribuiti.
La lista TOP500 è compilata da Jack Dongarra (Università del Tennessee), Erich Strohmaier e Horst Simon (NERSC/Lawrence Berkeley National Laboratory); dal 1993 fino alla sua morte nel 2014, era compilata anche da Hans Meuer (Università di Mannheim).

## Storia del progetto
All'inizio degli anni novanta la diffusione di diversi supercomputer, basati su architetture e filosofie diverse rendeva difficile definire quale fosse il sistema più potente del pianeta. All'inizio del 1992 presso l'Università di Mannheim venne avviata la creazione di una lista dei più potenti sistemi del pianeta. All'inizio del 1993 Jack Dongarra persuase i responsabili del progetto a utilizzare il test LINPACK per misurare le prestazioni dei sistemi. Il primo elenco venne pubblicato nel maggio del 1993 utilizzando dati presenti su internet, incluse le seguenti liste:
- Mannheim Supercomputer Statistics (archiviato dall'url originale il 30 settembre 2007). 1986-1992
- List of the World's Most Powerful Computing Sites. URL consultato il 29 gennaio 2018 (archiviato dall'url originale il 23 gennaio 2016). gestita da Gunter Ahrendt
- David Kahaner, che aveva un'estesa collezioni di dati.

Le informazioni furono utilizzate per compilare le prime due liste. Dal giugno 1993 la TOP500 viene aggiornata ogni due anni tramite le informazioni provenienti dai produttori e dai proprietari dei sistemi.
Fin dal 1993 la potenza di calcolo del sistema in prima posizione segue la legge di Moore e ogni 14 mesi si raddoppia. Il più rapido sistema a giugno del 2018 (il Summit con un Rpeak di 187,6593 PFLOPS) è 1.432.513 volte più veloce di quello esistente nel novembre del 1993, il Connection Machine CM-5/1024 (con 1024 core ed un Rpeak di 131 GFLOPS).

## Lista (prime 10 posizioni)
| Posizione (variazione) | Rmax Rpeak (PetaFLOPS) | Nome              | Modello                 | N. core CPU                                                          | N. core acceleratore (es. GPU)   | Interconnessione         | Produttore | Località e nazione                                 | Anno | Sistema operativo      |
| ---------------------- | ---------------------- | ----------------- | ----------------------- | -------------------------------------------------------------------- | -------------------------------- | ------------------------ | ---------- | -------------------------------------------------- | ---- | ---------------------- |
| 1                      | 1.102,00 1.685,65      | Frontier          | HPE Cray EX235a         | 591.872 (9.248 × 64-core Optimized 3rd Generation EPYC 64C @2,0 GHz) | 36.992 × 220 AMD Instinct MI250X | Slingshot-11             | HPE        | Oak Ridge National Laboratory Stati Uniti          | 2022 | Linux (HPE Cray OS)    |
| 2                      | 442,010 537,212        | Fugaku            | Supercomputer Fugaku    | 7.630.848 (158.976 × 48-core Fujitsu A64FX @2,2 GHz)                 | 0                                | Tofu interconnect D      | Fujitsu    | RIKEN Center for Computational Science Giappone    | 2020 | Linux (RHEL)           |
| 3                      | 309,10 428,70          | LUMI              | HPE Cray EX235a         | 150.528 (2.352 × 64-core Optimized 3rd Generation EPYC 64C @2,0 GHz) | 9.408 × 220 AMD Instinct MI250X  | Slingshot-11             | HPE        | EuroHPC JU Finlandia (Kajaani, Finlandia)          | 2022 | Linux (HPE Cray OS)    |
| 4                      | 174,70 255,75          | Leonardo          | BullSequana XH2000      | 110.592 (3.456 × 32-core Xeon Platinum 8358 @2,6 GHz)                | 13.824 × 108 Nvidia Ampere A100  | Nvidia HDR100 Infiniband | Atos       | EuroHPC JU Italia (Bologna, Italia)                | 2022 | Linux                  |
| 5 (4)                  | 148.600 200.795        | Summit            | IBM Power System AC922  | 202.752 (9.216 × 22-core IBM POWER9 @3,07 GHz)                       | 27.648 × 80 Nvidia Tesla V100    | InfiniBand EDR           | IBM        | Oak Ridge National Laboratory Stati Uniti          | 2018 | Linux (RHEL 7.4)       |
| 6 (5)                  | 94,640 125,712         | Sierra            | IBM Power System S922LC | 190.080 (8.640 × 22-core IBM POWER9 @3,1 GHz)                        | 17.280 × 80 Nvidia Tesla V100    | InfiniBand EDR           | IBM        | Lawrence Livermore National Laboratory Stati Uniti | 2018 | Linux (RHEL)           |
| 7 (6)                  | 93,015 125,436         | Sunway TaihuLight | Sunway MPP              | 10.649.600 (40.960 × 260-core Sunway SW26010 @1,45 GHz)              | 0                                | Sunway                   | NRCPC      | National Supercomputing Center in Wuxi Cina        | 2016 | Linux (RaiseOS 2.0.5)  |
| 8 (7)                  | 70,87 93,75            | Perlmutter        | HPE Cray EX235n         | ? × ?-core AMD Epyc 7763 64-core @2,45 GHz                           | ? × 108 Nvidia Ampere A100       | Slingshot-10             | HPE        | NERSC Stati Uniti                                  | 2021 | Linux (HPE Cray OS)    |
| 9 (8)                  | 63,460 79,215          | Selene            | Nvidia                  | 71.680 (1.120 × 64-core AMD Epyc 7742 @2,25 GHz)                     | 4.480 × 108 Nvidia Ampere A100   | Mellanox HDR Infiniband  | Nvidia     | Nvidia Stati Uniti                                 | 2020 | Linux (Ubuntu 20.04.1) |
| 10 (9)                 | 61,445 100,679         | Tianhe-2A         | TH-IVB-FEP              | 427.008 (35.584 × 12-core Intel Xeon E5–2692 v2 @2,2 GHz)            | 35.584 × Matrix-2000 128-core    | TH Express-2             | NUDT       | National Supercomputer Center in Guangzhou Cina    | 2018 | Linux (Kylin)          |

Legenda:
- Posizione (variazione) - Posizione nella TOP500 e variazione rispetto alla classifica precedente. Nella classifica la posizione viene definita in base alla Rmax. Nel caso due sistemi abbiano lo stesso valore di Rmax, si utilizza il valore Rpeak. Per i siti con lo stesso sistema l'ordine dipende dalla memoria installato e per ultimo si utilizza l'ordine alfabetico.
- Rmax - Il massimo valore ottenuto con il benchmark LINPACK. Questo rappresenta il numero di operazioni in virgola mobile eseguite dal sistema durante lo svolgimento dei test.
- Nome - Molti supercomputer sono unici e quindi il proprietario tende ad assegnare un nome specifico al sistema.
- Modello - La piattaforma sulla quale è costruito il sistema.
- N. core CPU - Il numero di core che compongono l'architettura della CPU.
- N. core acceleratore - Il numero di core che compongono l'architettura dell'acceleratore (ad esempio una scheda GPU).
- Interconnessione - Il protocollo utilizzato per l'interconnessione dei nodi.
- Produttore - Il produttore del sistema.
- Località e nazione - Luogo e nazione (o entità sovranazionale) del sito dove è installato il sistema.
- Anno - Anno di installazione/aggiornamento del sistema.
- Sistema operativo - Sistema operativo utilizzato dal supercomputer.

## Confronto primi 10 paesi
Dati aggiornati a novembre 2022
| n° | Nazione       | Numero di supercomputer nella TOP500 | Rmax Rpeak (GFLOPS)         | Core       |
| -- | ------------- | ------------------------------------ | --------------------------- | ---------- |
| 1  | Cina          | 162                                  | 514.491.614 1.132.071.398   | 28.865.036 |
| 2  | Stati Uniti   | 127                                  | 2.122.791.370 3.216.124.169 | 27.858.532 |
| 3  | Germania      | 34                                   | 219.253.860 331.231.244     | 4.030.068  |
| 4  | Giappone      | 31                                   | 624.251.300 815.667.288     | 11.948.484 |
| 5  | Francia       | 24                                   | 174.854.530 251.166.773     | 4.052.696  |
| 6  | Regno Unito   | 15                                   | 64.078.644 92.563.552       | 1.971.888  |
| 7  | Canada        | 10                                   | 41.208.360 71.911.529       | 845.984    |
| 8  | Corea del Sud | 8                                    | 88.682.560 128.264.430      | 1.551.012  |
| 9  | Paesi Bassi   | 8                                    | 33.959.120 56.740.440       | 547.728    |
| 10 | Brasile       | 8                                    | 46.729.150 88.175.939       | 775.232    |

## Sistema in prima posizione dal 1993
- TMC CM-5 ( Stati Uniti, giugno 1993 - novembre 1993)
- Fujitsu Numerical Wind Tunnel ( Giappone, novembre 1993 - giugno 1994)
- Intel Paragon XP/S140 ( Stati Uniti, giugno 1994 - novembre 1994)
- Fujitsu Numerical Wind Tunnel ( Giappone, novembre 1994 - giugno 1996)
- Hitachi SR2201 ( Giappone, giugno 1996 - novembre 1996)
- Hitachi CP-PACS ( Giappone, novembre 1996 - giugno 1997)
- Intel ASCI Red ( Stati Uniti, giugno 1997 - novembre 2000)
- IBM ASCI White ( Stati Uniti, novembre 2000 - giugno 2002)
- NEC Earth Simulator ( Giappone, giugno 2002 - novembre 2004)
- IBM Blue Gene/L ( Stati Uniti, novembre 2004 - giugno 2008)
- IBM Roadrunner ( Stati Uniti, giugno 2008 - novembre 2009)
- Cray Jaguar ( Stati Uniti,  novembre 2009 - novembre 2010)
- NSC Tianhe-IA ( Cina, novembre 2010 - giugno 2011)
- Fujitsu K computer ( Giappone, giugno 2011 - giugno 2012)
- IBM Sequoia  Blue Gene/Q ( Stati Uniti, giugno 2012 - novembre 2012)
- Cray Titan ( Stati Uniti, novembre 2012 - giugno 2013)
- NUDT Tianhe-2A ( Cina, giugno 2013 - giugno 2016)
- NRCPC Sunway TaihuLight ( Cina, giugno 2016 - giugno 2018)
- IBM Summit ( Stati Uniti, giugno 2018 - giugno 2020)
- Supercomputer Fugaku ( Giappone, giugno 2020 - giugno 2022)
- HPE Cray Frontier ( Stati Uniti, da giugno 2022)